# Colceag
Colceag is een Roemeense gemeente in het district Prahova.
Colceag telt 5309 inwoners.